# Independence Fjord
Independence Fjord – fiord Oceanu Arktycznego (Morze Wandela), położony u północno-wschodnich wybrzeży Grenlandii. Od północy graniczy z Ziemią Peary’ego a od południa – przy ujściu – z Ziemią Myliusa Erichsena. Wcina się w ląd na długość ok. 200 km, natomiast jej szerokość wynosi ok. 30 km. Znajduje się na obszarze Parku Narodowego Grenlandii.

## Historia i archeologia
Podczas jednej ze swoich wypraw, 4 lipca 1892 roku do fiordu dotarł amerykański podróżnik Robert Edwin Peary, który jest uważany za jego odkrywcę. On też, z okazji przypadającego wówczas w Stanach Zjednoczonych Dnia Niepodległości (Independence Day), nadał mu nazwę Independence Fjord. Wydarzenie to zostało zobrazowane w filmie biograficznym pt. Triumf odwagi.
W pobliżu fiordu odkryto ślady osadnictwa dwóch kultur archeologicznych, określanych mianem: Independence I oraz Independence II.

Ziemia Peary’ego
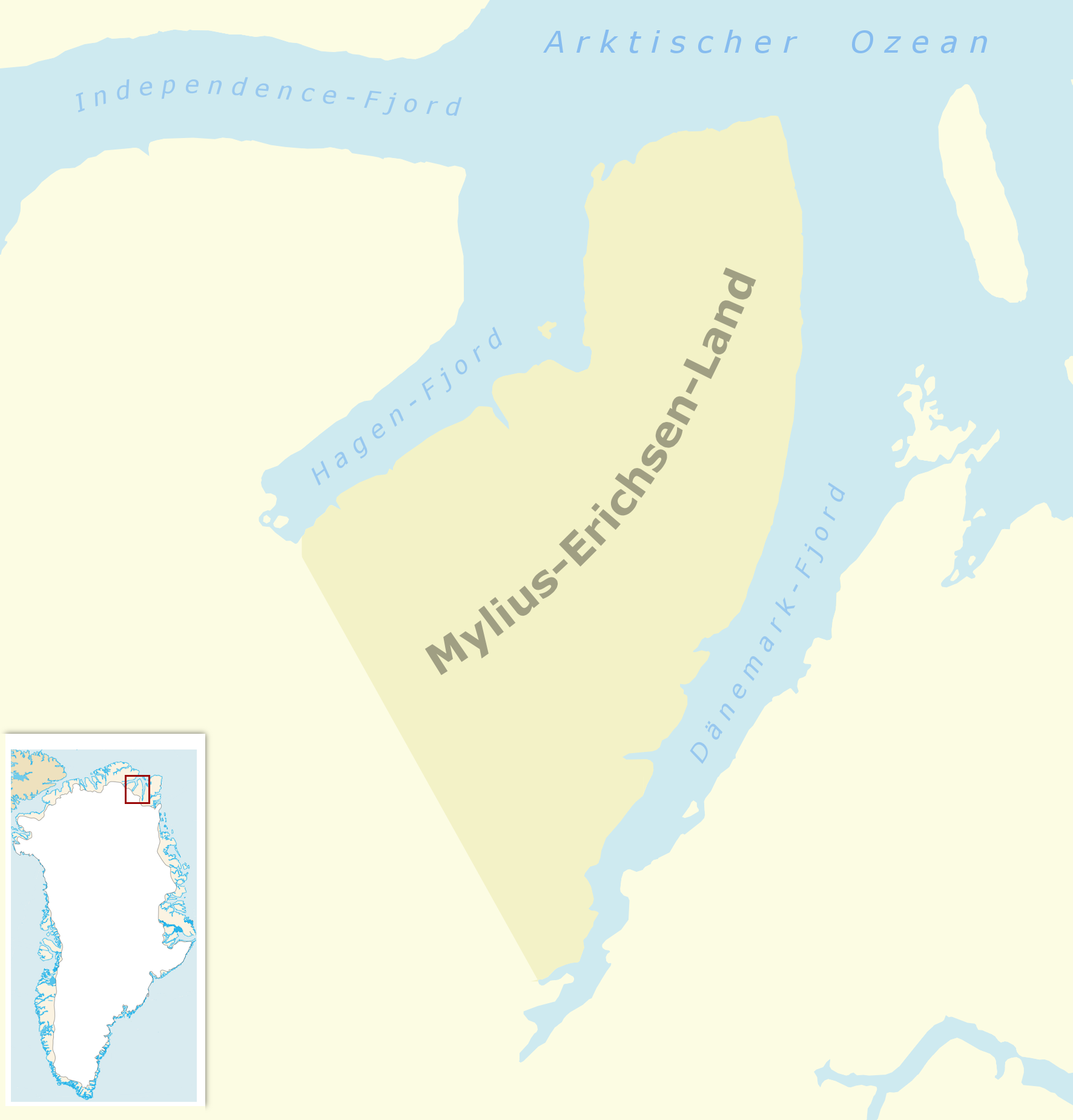
Ziemia Myliusa Erichsena